# Théâtre romain de Florence
Le Théâtre romain de Florence (en italien : Teatro romano di Firenze) était un Théâtre romain antique datant du Ier siècle  situé à Florence, dans la ville métropolitaine de Florence, en Toscane,.
Il était situé à l'emplacement des actuels Palazzo Vecchio et Palazzo Gondi, avec l'auditorium face à la Piazza della Signoria et le long du Complesso di San Firenze et de la Via de' Leoni (it).

## Historique
Les premiers vestiges du théâtre ont été fouillés en 1876. D'autres fouilles ont eu lieu dans les souterrains du Palazzo Vecchio en 1935. Les fouilles archéologiques ont repris récemment, notamment en 2006-2007 par Riccardo Francovich.
Le bâtiment, daté du Ier siècle apr. J.-C., avait une forme semi-circulaire et une très grande capacité, démontrant le développement démographique de la ville à cette époque. Les estimations placent sa capacité à environ 15 000 spectateurs, la même que celle du Théâtre de Marcellus de Rome. Il mesurait environ 100 × 35 m.

## Galerie

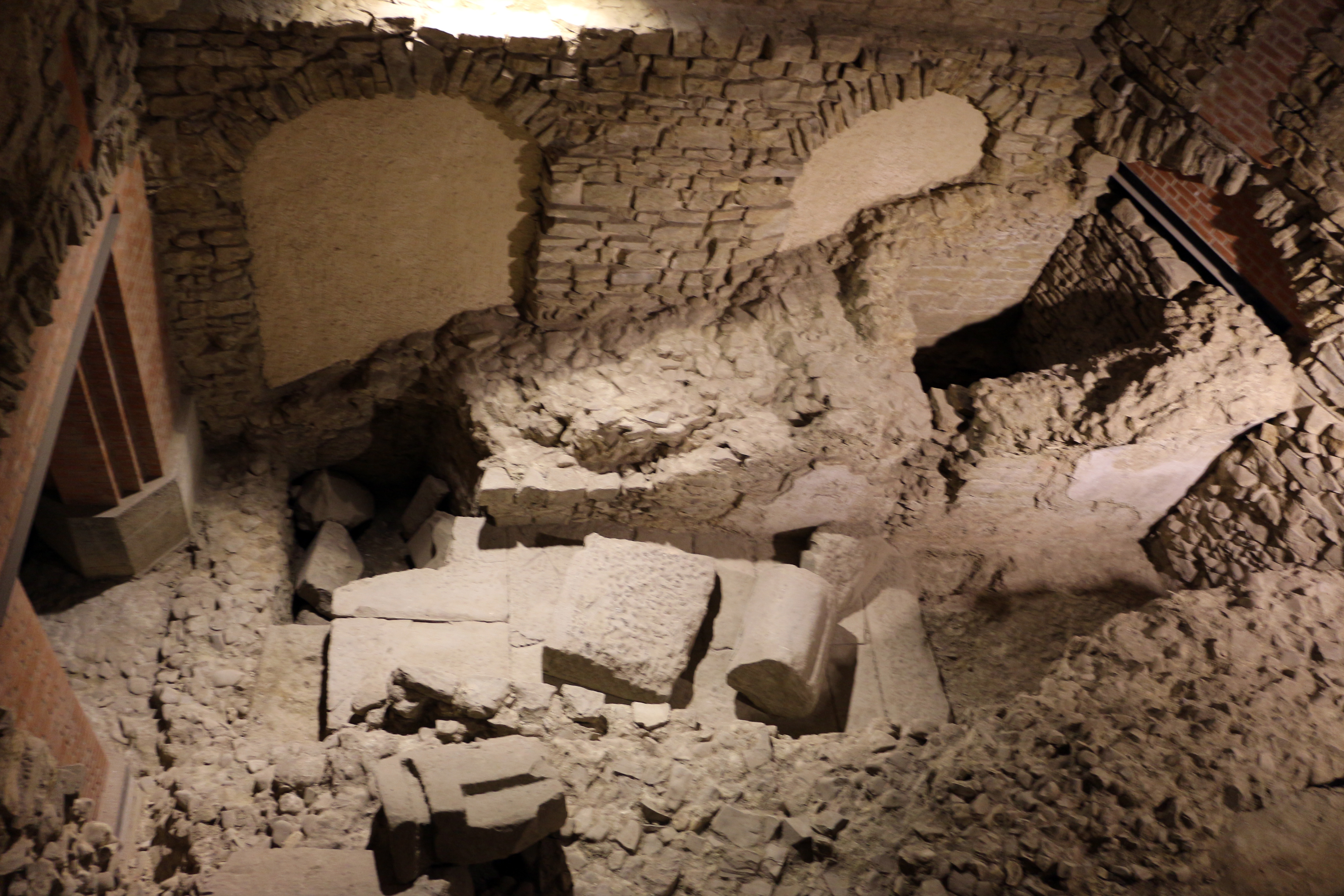
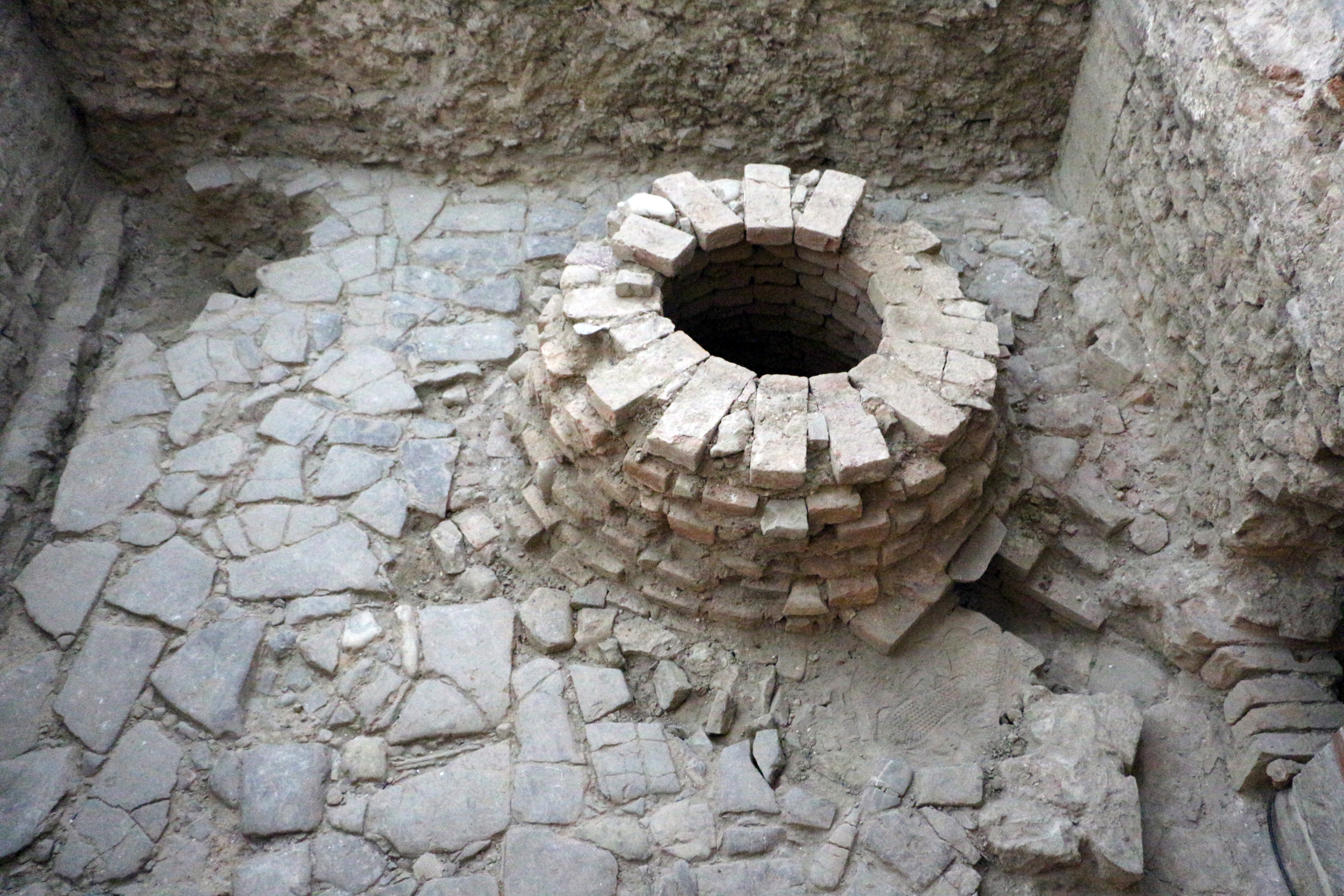